# Wiard Ihnen
Wiard Ihnen (souvent crédité Wiard B. Ihnen) est un directeur artistique et décorateur de cinéma américain, né Wiard Boppo Ihnen le 5 août 1897 à New York (État de New York), mort le 22 juin 1979 à Los Angeles (Californie).

## Biographie
Après des études suivies notamment à l'École des beaux-arts de Paris, Wiard Ihnen débute comme décorateur de cinéma en 1919-1920, sur des productions de la Famous Players-Lasky Corporation, dont A Society Exile (en) de George Fitzmaurice (1919, avec Elsie Ferguson et Henry Stephenson) et Docteur Jekyll et M. Hyde de John S. Robertson (avec John Barrymore dans les rôles-titre). Après deux derniers films muets sortis en 1923, il intègre un cabinet d'architecture jusqu'à la fin de l'année 1928, où il rejoint alors Hollywood.
De 1929 à 1934, à la Paramount Pictures, il contribue par exemple à Monte-Carlo d'Ernst Lubitsch (1930, avec Jack Buchanan et Jeanette MacDonald), Blonde Vénus de Josef von Sternberg (1932, avec Marlene Dietrich et Herbert Marshall) et La Soupe au canard de Leo McCarey (1933, avec les Marx Brothers). 
De 1939 à 1943, il est directeur artistique à la 20th Century Fox et participe entre autres au western Le Retour de Frank James (1940, avec Henry Fonda et Gene Tierney) et au drame Chasse à l'homme (1941, avec Walter Pidgeon et Joan Bennett), tous deux réalisés par Fritz Lang, ainsi qu'à La Pagode en flammes d'Henry Hathaway (1942, avec Gene Tierney et George Montgomery). Le dernier de ses films à la Fox est Le Président Wilson d'Henry King (avec Alexander Knox dans le rôle-titre), sorti en 1944.
De 1945 à 1953, au sein de la compagnie William Cagney Productions, Wiard Ihnen travaille sur quatre films ayant pour vedette James Cagney (frère du producteur), depuis Du sang dans le soleil de Frank Lloyd (1945, avec Sylvia Sidney) jusqu'à Un lion dans les rues de Raoul Walsh (1953, avec Barbara Hale et Anne Francis), auxquels s'ajoute le western Fort Invincible de Gordon Douglas (avec Gregory Peck et Ward Bond). 
Trois autres westerns notables figurent à son actif, La Chevauchée fantastique de John Ford (1939, avec John Wayne et Claire Trevor), L'Ange des maudits (1952, où il retrouve l'actrice Marlène Dietrich et le réalisateur Fritz Lang), et Le Roi et Quatre Reines de Raoul Walsh (son avant-dernier film, 1956, avec Clark Gable et Eleanor Parker).
Le dernier de sa soixantaine de films américains (parmi lesquels figurent des productions de diverses autres compagnies que celles pré-citées) est Le Héros du Pacifique (en) de Robert Montgomery (avec James Cagney personnifiant l'amiral William F. Halsey), sorti en 1960.
Durant sa carrière, il obtient trois nominations à l'Oscar des meilleurs décors, dont deux gagnés en 1945 et 1946, respectivement pour Le Président Wilson et Du sang dans le soleil déjà évoqués.
De 1940 jusqu'à sa mort (d'un cancer de la prostate) en 1979, Wiard Ihnen est marié à la costumière Edith Head (1897-1981).

## Filmographie partielle
- 1919 : A Society Exile (en) de George Fitzmaurice
- 1920 : Docteur Jekyll et M. Hyde (Doctor Jekyll and Mr. Hyde) de John S. Robertson
- 1920 : Le Loup de dentelle (en) (On with the Dance) de George Fitzmaurice
- 1923 : Potash and Perlmutter de Clarence G. Badger
- 1930 : Monte-Carlo (Monte Carlo) d'Ernst Lubitsch
- 1932 : Madame Butterfly de Marion Gering
- 1932 : Blonde Vénus (Blonde Venus) de Josef von Sternberg
- 1933 : La Soupe au canard (Duck Soup) de Leo McCarey
- 1934 : El Matador (The Trumpet Blows) de Stephen Roberts
- 1934 : Princesse par intérim (Thirty Day Princess) de Marion Gering
- 1935 : Becky Sharp de Rouben Mamoulian et Lowell Sherman
- 1936 : Go West, Young Man d'Henry Hathaway
- 1936 : Le Danseur pirate (Dancing Pirate) de Lloyd Corrigan
- 1937 : Fifi peau de pêche (Every Day's a Holiday ) d'A. Edward Sutherland
- 1937 : The Girl from Scotland Yard de Robert G. Vignola
- 1939 : La Chevauchée fantastique (Stagecoach) de John Ford
- 1939 : Hollywood Cavalcade d'Irving Cummings
- 1940 : L'Oiseau bleu (The Blue Bird) de Walter Lang
- 1940 : Johnny Apollo d'Henry Hathaway
- 1940 : Le Retour de Frank James (The Return of Frank James) de Fritz Lang
- 1940 : Youth Will Be Served (en) d'Otto Brower
- 1940 : Maryland d'Henry King
- 1941 : Confirm or Deny d'Archie Mayo et Fritz Lang
- 1941 : Les Trappeurs de l'Hudson (Hudson's Bay) d'Irving Pichel
- 1941 : Soirs de Miami (Moon Over Miami) de Walter Lang
- 1941 : Chasse à l'homme (Man Hunt) de Fritz Lang
- 1942 : La Pagode en flammes (China Girl) d'Henry Hathaway
- 1942 : Mariage sur la glace (Iceland) d'H. Bruce Humberstone
- 1942 : La Folle Histoire de Roxie Hart (Roxie Hart) de William A. Wellman
- 1943 : Requins d'acier (Crash Dive) d'Archie Mayo
- 1943 : Jane Eyre (Jane Eyre), de Robert Stevenson
- 1944 : Le Président Wilson (Wilson) d'Henry King
- 1945 : Le Grand Bill (Along Came Jones) de Stuart Heisler
- 1945 : La Fée blanche (It's a Pleasure) de William A. Seiter
- 1945 : Du sang dans le soleil (Blood on the Sun) de Frank Lloyd
- 1946 : Demain viendra toujours (Tomorrow Is Forever) d'Irving Pichel
- 1948 : Le Bar aux illusions (The Time of Your Life) d'H. C. Potter
- 1950 : Le Fauve en liberté (Kiss Tomorrow Goodbye) de Gordon Douglas
- 1951 : Fort Invincible (Only the Valiant) de Gordon Douglas
- 1952 : L'Ange des maudits (Rancho Notorious) de Fritz Lang
- 1953 : Un lion dans les rues (A Lion Is in the Streets) de Raoul Walsh
- 1953 : La Loi du scalp (War Paint) de Lesley Selander
- 1953 : J'aurai ta peau (I, the Jury) d'Harry Essex
- 1954 : This Is My Love de Stuart Heisler
- 1955 : L'Île flottante (Top of the World) de Lewis R. Foster
- 1955 : La Rivière de nos amours (The Indian Fighter) d'André De Toth
- 1956 : Le Roi et Quatre Reines (The King and Four Queens) de Raoul Walsh
- 1960 : Le Héros du Pacifique (The Gallant Hours) de Robert Montgomery

## Distinctions

### Récompenses
- Oscar des meilleurs décors :
  - En 1945, catégorie couleur, pour Le Président Wilson (partagé avec Thomas Little)
  - Et en 1946, catégorie noir et blanc, pour Du sang dans le soleil (partagé avec A. Roland Fields)

### Nomination
- Oscars 1938 : Oscar des meilleurs décors pour Fifi Peau-de-Pêche